# هاياتو ساساكي
هاياتو ساساكي (باليابانية: 佐々木 勇人) (مواليد 29 نوفمبر 1982)، هو لاعب كرة قدم ياباني سابق كان يلعب كلاعب وسط.

## وصلات خارجية
- هاياتو ساساكي على موقع الاتحاد الدولي (مؤرشف)  (الإنجليزية)
- هاياتو ساساكي على موقع رابطة كرة القدم اليابانية للمحترفين (اليابانية)
- هاياتو ساساكي على موقع قاعدة بيانات كرة القدم.إي يو (الإنجليزية)
- هاياتو ساساكي على موقع Soccerway.com (الإنجليزية)
- هاياتو ساساكي على موقع عالم كرة القدم.نت (الإنجليزية)
- هاياتو ساساكي على موقع كووورة